# Greeklish
Mit dem Kofferwort Greeklish (auch griechisch Γκρίκλις Griklis, aus englisch Greek „griechisch“ und english „englisch“) wird die lateinschriftliche Transkription bzw. Transliteration des Griechischen in der Internet- und Handy-Kommunikation bezeichnet. Der Begriff umfasst auch den dazugehörigen Netzjargon, also die sprachlichen Eigenheiten dieser Kommunikationsform. Weitere Namen für das Greeklish sind englisch Grenglish und ASCII Greek sowie griechisch Latinoellinika (Λατινοελληνικά „Latinogriechisch“) und Frangolevandinika (Φραγκολεβαντίνικα, wörtlich „Frankolevantinisch“, Sinne etwa „westöstlich“).
Greeklish wird gewöhnlich im Internet in der griechischsprachigen Kommunikation via E-Mail, IRC und Instant Messaging sowie für den SMS-Verkehr mit Mobiltelefonen verwendet.

## Geschichte
Der Begriff Frangolevandinika bezeichnete eigentlich den Gebrauch der Lateinschrift ab der frühen Neuzeit für das Griechische im Bereich der venezianischen, katholisch geprägten Herrschaft über einige Teile Griechenlands. Das Wort frangos (φράγκος „fränkisch“) ist im Griechischen ein Synonym für „westeuropäisch“ und im engeren Sinne für „römisch-katholisch“, als Levante bezeichnete die Republik Venedig ihre Besitzungen im östlichen Mittelmeer. Dies folgte einer allgemeinen Tendenz zur Verwendung von Schriften nach der religiösen Konfession, so der griechischen und arabischen für das Albanische je nach orthodoxem bzw. islamischem Glauben oder der griechischen für das Türkisch der Karamanlı. Einige griechische Literatur der frühen Neuzeit liegt in lateinschriftlichen Manuskripten vor (so die Komödie Fortounatos von Markos Antonios Foskolos, 1655). Das lateinisch geschriebene Griechisch wurde im 19. Jahrhundert auch als frangochiotika (φραγκοχιώτικα „frankochiotisch“, nach der von Chios ausgehenden katholischen Mission in der Ägäis) oder als frangovlachika (φραγκοβλάχικα „frankowalachisch“, nach den romanischsprachigen Walachen) bezeichnet.
Im Rahmen der Diskussion über eine (nie erfolgte) griechische Orthographie-Reform nach phonetischen Prinzipien zur Bekämpfung der „Plage der Illiteralität“ wurde um 1930 von einigen Autoren für das Griechische die Lateinschrift vorgeschlagen, die Verwechslungen mit der bisher gültigen altgriechischen Orthographie vermeiden, Kosten in der literarischen Produktion verringern und nicht zuletzt symbolisch eine Angleichung an die westliche Zivilisation manifestieren sollte. Dabei wurde Gegenargumenten, die einen Verlust der kulturellen Identität des Griechischen befürchteten, mit dem Hinweis auf die erfolgreich durchgeführte Umstellung des Türkischen auf die Lateinschrift begegnet. Nach dem Zweiten Weltkrieg wurde latinisiertes Griechisch spärlich, in internationalen Telegrammen und im Bankverkehr, angeblich auch im nationalen griechischen Wetterdienst (Εθνική Μετεωρολογική Υπηρεσία Ethniki Meteorologiki Ypiresia, ΕΜΥ) gebraucht.
Mit dem Aufkommen der Computer im privaten Bereich in den 1960er Jahren, die nur über den englischen 7-Bit-ASCII-Schriftsatz zur Darstellung des Englischen verfügten, wurde das Greeklish praktisch neu erfunden. Im frühen Internet der 1980er Jahre wurde das Greeklish zur Darstellung des Griechischen weiter verbreitet und in den 1990er Jahren schnell sehr populär. Nachdem zum Ende des Jahrhunderts die meisten Anwendungen im Computer-Bereich mittels Unicode die griechische Schrift unterstützten, hielt es sich jedoch aufgrund der leichten und schnellen Anwendbarkeit und der hier weitgehend vernachlässigbaren Orthographie und entwickelte sich zu einer Art griechischem Netzjargon.
Seit der weiteren Verbreitung des Greeklish im Internet war es Gegenstand der öffentlichen Diskussion in Griechenland. 1996 titelte das Typographie-Magazin acro: «Etsi tha grafetai i glossa mas apo do ke bros?» (deutsch: „Wird man von nun an unsere Sprache so schreiben?“) Im Januar 2001 veröffentlichte die Akademie von Athen einen offenen Brief, in dem vor einem Ersatz des griechischen durch das lateinische Alphabet gewarnt wurde:

«Θεωρούμε ανόσια αλλά και ανόητη κάθε προσπάθεια να αντικατασταθή η ελληνική γραφή στο λίκνο της. […] Όπως και επί Ενετών, όταν αυτοί στα μέρη που κυριαρχούσαν προσπάθησαν να αντικαταστήσουν στα ελληνικά κείμενα τους ελληνικούς χαρακτήρες, έτσι και τώρα θα αντισταθούμε, καλώντας όλους τους συνέλληνες να αντιδράσουν για την πρόρριζα εξαφάνιση των ανίερων αυτών σχεδίων.»

„Wir halten jeden Versuch, die griechische Schrift in ihrem Ursprungsland durch eine andere zu ersetzen, nicht nur für pietätlos, sondern auch für unsinnig. […] Wie schon damals, als die Venezianer überall dort, wo sie herrschten, versuchten, die griechischen Schriftzeichen in den griechischen Texten [durch lateinische] zu ersetzen, werden wir uns auch jetzt wehren, indem wir alle Mitgriechen dazu aufrufen, für das radikale Verschwinden dieser unheiligen Pläne einzutreten.“

Dieser Brief löste eine lebhafte Debatte in der griechischen Zeitungslandschaft aus, die zwischen geradezu phobischen Standpunkten gegen eine Latinisierung des Griechischen und Meinungen, die das Greeklish mit einer positiven Haltung zum technologischen Fortschritt beleuchteten und teils sogar eine neue Sprachvarietät des Neugriechischen konstatierten. Einige verbanden diese greeklish-freundliche Tendenz mit einer allgemeinen Globalisierungs-Kritik. Einige Forscher sahen in dieser Debatte eine Reminiszenz an die Auseinandersetzungen um die Griechische Sprachfrage, da die Argumente gegen das Greeklish an die der Katharevousa-Befürworter, die dafür an die Argumente der Dimotiki-Anhänger erinnerten.

## Transkriptions-Schemata
Für die verwendete Umschrift gibt es keine festen oder einheitlichen Regeln. Für das Wort διεύθυνση diefthynsi („Adresse“) konnten 23 verschiedene Transkriptionsformen nachgewiesen werden. Das griechische Theta (θ), das den Laut [θ], der dem englischen stimmlosen th entspricht, wiedergibt, fand man in einer Untersuchung in 62,9 % der Fälle durch th, in 22,9 % durch die Ziffer 8, in 5,7 % durch die Null (0), und in 2,9 % mit Q oder q wiedergegeben, in 5,6 % der Fälle wurden andere Zeichen gewählt. Die griechischen Betonungszeichen werden in der Regel nicht übertragen. Durch die regelmäßige Verwendung bestimmter Zeichen können sich regelrechte Greeklish-Stile entwickeln, die für die sie verwendenden Gruppen sogar identitätsstiftend wirken.
Im Wesentlichen werden drei Prinzipien beziehungsweise deren Kombination zur Wiedergabe des Griechischen mit lateinischen Zeichen angewandt:
- Phonetische Transkription: Unabhängig von der griechischen Orthographie wird das Griechische nach den Lauten transkribiert. Hierbei entsprechen die Vokalzeichen a, e, i, o, und u mehr oder weniger den Vokalen, wie sie im Deutschen oder in romanischen Sprachen lauten, die Konsonanten eher ihrer Lautung im Englischen. Die gemischte Transkription nach teilweise phonetischen Prinzipien wird am häufigsten angewandt.
- Visuelle Transliteration: Jedem griechischen Buchstaben entspricht ein Zeichen auf der lateinischen Tastatur. Die lateinischen Buchstaben (oder auch Zahlzeichen) werden aufgrund ihrer grafischen Ähnlichkeit mit den entsprechenden griechischen Buchstaben verwendet. Hierbei ist eine eindeutige Rückübertragung in die griechische Schrift möglich. Auch für Majuskeln gibt es visuelle Umsetzungen, wie zum Beispiel für das große Pi (Π) ein doppeltes großes T (TT) oder das Zahlzeichen 5.
- Verwendung der Buchstaben entsprechend der griechischen Tastaturbelegung: Hierbei werden die Buchstaben so eingegeben, als tippe man Griechisch auf dem Computer. Dabei wird (bei real englischer Tastaturbelegung) oft auch der Akut (durch ;) wiedergegeben. Diese Variante kommt verhältnismäßig selten vor.

| griechisches Alphabet | phonetische Transkription | visuelle Transliteration | Tastatur- Transliteration |
| --------------------- | ------------------------- | ------------------------ | ------------------------- |
| α                     | a                         | a                        | a                         |
| β                     | v                         | b                        | b                         |
| γ                     | gh, y                     | g                        | g                         |
| δ                     | d                         | d                        | d                         |
| ε                     | e                         | e                        | e                         |
| ζ                     | z                         | z                        | z                         |
| η                     | i                         | n, h                     | h                         |
| θ                     | th                        | 8, 9, 0, Q, q            |                           |
| ι                     | i                         | i                        | i                         |
| κ                     | k                         | k                        | k                         |
| λ                     | l                         | l                        | l                         |
| μ                     | m                         | m                        | m                         |
| ν                     | n                         | n                        | n                         |
| ξ                     | ks, x                     | 3                        | j                         |
| ο                     | o                         | o                        | o                         |
| π                     | p                         | p. n                     | p                         |
| ρ                     | r                         | r, p                     | r                         |
| σ                     | s                         | s, c                     | s                         |
| τ                     | t                         | t                        | t                         |
| υ                     | i                         | u, y                     | y                         |
| φ                     | f                         | f                        | f                         |
| χ                     | kh, h, ch                 | x                        | x                         |
| ψ                     | ps                        | 4                        | c                         |
| ω                     | o                         | w                        | v                         |
| ´                     | – (*)                     | – (*)                    | ;                         |
| ει                    | i                         | ei                       | ei                        |
| ευ                    | ef, en                    | eu, ey                   | ey                        |
| ου                    | u                         | ou, oy                   | oy                        |
| ς                     | s                         | s                        | w                         |

Für die visuelle Transliteration sind auch extreme Beispiele belegt, die das Schriftbild seiner griechischen Erscheinungsform möglichst weit annähern wollen. So benutzte ein User ein Transliterationsschema, das er als «to pio prosegmevo kai omorfo optiko pou exw dei» (deutsch: „den behutsamsten und optisch schönsten Standard, den ich je gesehen habe“) bezeichnete. Dieses verwendet mit dem c ein Zeichen, das der als lunares Sigma bekannten Variante des Buchstabens Sigma gleicht:
| As | npoc8ecw | ki | egw | oti | ta | teleutaia | duo | xrovia | nou | ekava | Xrictougevva | cthv | Qeccalovikh | ta | mova | naidia |
| Ας | προσθέσω | κι | εγώ | ότι | τα | τελευταία | δύο | χρόνια | που | έκανα | Χριστούγεννα | στην | Θεσσαλονίκη | τα | μόνα | παιδιά |

| nou | hp8av | va | mas | nouv | ta | kallavta | htav | npocfugonoula, | kopitcia | cuvh8ws, | ano | thv | Gewpgia. |
| που | ήρθαν | να | μας | πουν | τα | κάλλαντα | ήταν | προσφυγόπουλα, | κορίτσια | συνήθως, | από | την | Γεωργία. |

## Textbeispiel
«Loipon,ante gia na xanazwntanepsoume to post....

Egw o Fulljazz kai o Sekos eimaste Tei Athinas, tmhma Texnologias Iatrikwn organwn. Me ton CyberAngel vrethikame kai ta eipame...

ANTE KAI OI IPOLOIPOI NA MAZEYTOUME REEEEIIIIIIIIII»

„Also komm, erwecken wir den Thread zu neuem Leben....
Ich Fulljazz und Sekos wir sind Fachhochschule Athen, Fakultät medizinischer Geräte. Wir haben uns mit CyberAngel getroffen und uns unterhalten...
AUF GEHT'S AUCH IHR ÜBRIGEN, SAMMELN WIR UNS, LEUTEEEEEEE“

## Gebrauch
In den 1990er Jahren waren viele private Homepages in Greeklish gestaltet – die meisten HTML-Editoren unterstützten keinen griechischen Zeichensatz. Sie sind heute eher die Ausnahme. Manche Internet-Provider im griechischsprachigen Raum bieten Vorlagen für den E-Mail-Verkehr in Griechisch und Greeklish, die sie neben Englisch auch für ihre eigenen E-Mail-Nachrichten an die Kunden benutzen. Im griechischsprachigen Bereich des IRC und Instant Messaging wird heute fast ausschließlich Greeklish verwendet. Für längere oder formalere Texte ist es weitgehend außer Gebrauch. Im Bereich von geschäftlichen Nachrichten gilt der Gebrauch des Greeklish als unangebracht.
Etwa im Jahr 2004 begann in griechischen Internetforen, beispielsweise bei translatum und AWNM, eine Diskussion gegen die Verwendung des Greeklish und für die Etablierung des Griechischen als obligatorisch, Administratoren drohten gelegentlich Nutzern, die Greeklish verwendeten, mit Sperrung. Hauptargument gegen das Greeklish war hierbei das als unschön empfundene Schriftbild und die schwierigere Lesbarkeit im Vergleich zur griechischen Schrift. Als Gegenargument wurde vorgebracht, dass gerade Benutzer in der griechischen Diaspora, besonders an Universitäten oder in Internetcafés Computer benutzen müssen, die die griechische Schrift nicht unterstützen. Die technischen Möglichkeiten haben sich in den letzten Jahren zwar verbessert, doch in der Zwischenzeit hat sich Greeklish in manchen Kreisen als „schick“ etabliert, unter anderem weil es schneller einzugeben ist und die griechische Orthographie vernachlässigt werden kann.
Weit verbreitet, so zum Beispiel auf einer Mailingliste von www.greece.org, ist auch der selbstironische Gebrauch englischer Sätze, die erst ins Griechische und dann Greeklish rücktranskribiert werden. Beispiel: this is hard to read („das ist schwer zu lesen“) wird über δις ιζ χαρντ του ριντ zu Greeklish dis iz xarnt tou rint.
Durch die griechische Übersetzung des Romans Hello, Alice (Originaltitel Exegesis) von Astro Teller, der ausschließlich aus E-Mail-Nachrichten besteht und in der griechischen Übersetzung in Greeklish wiedergegeben wurde, wurde die Schriftform literarisch.

## Netzjargon
Ein weiterer Trend in Greeklish ist das Entstehen einer Art griechischen Netzjargons mit den typischen Abkürzungen und scherzhaften „Falschschreibungen“ oder „falschen“ Formen. Beispiele:
| Greeklish        | Bedeutung                                                                                           |
| ---------------- | --------------------------------------------------------------------------------------------------- |
| tsagia           | „Tschüs“, eigentlich τσάγια „Tees“, scherzhafte „Pluralform“ von ciao                               |
| Re c             | re sy, umgangssprachlich „Hey, Alter!“, „Ey, Mann!“                                                 |
| kalimerez, merez | Kalimeres, scherzhafte „Pluralform“ für (καλη)μέρα kalimera „Guten Tag“, analog zum englischen byez |
| tpt              | tipota „keine Ursache“ (τίποτα „nichts“)                                                            |
| dn               | den (δεν „nicht“)                                                                                   |
| m                | mou, (μου „mir, mein“)                                                                              |
| s                | sou, (σου „dir, dein“)                                                                              |

## Zypriotische Variante
Im Bereich des Zypriotischen Griechisch, das keine Literatursprache ist, gibt es Varianten des Greeklish, die den Lautstand dieses griechischen Dialekts wiedergeben. So wird der griechische Laut [kʲ], der in Zypern [dʒ] lautet, phonetisch als j, in Transliteration auch als tzi (aus griechisch τζι-) wiedergegeben. Dem folgend steht die Abkürzung j hier für das griechische Wort für „und“ (και, in zypriotischer Aussprache [dʒɛ]). n steht für das standardgriechische den (δεν [ðɛn] „nicht“), das in Zypern en εν lautet.

## Vergleichbare Sprach- und Schriftformen
Auch andere Sprachen, die mit nicht-lateinischen Schriften geschrieben werden, haben Internetversionen mit den Buchstaben des lateinischen Alphabets entwickelt, Beispiele hierfür sind das „ASCII-isierte Arabisch“, und diverse Anwendungen im Internet des Pinyin für das Chinesische.